# 日本ホテル
日本ホテル株式会社（にほんホテル、英: NIPPON HOTEL Co., Ltd.）は、東日本旅客鉄道（JR東日本）のホテルチェーン（JR東日本ホテルズ）のうち、関東地方に所在するホテルを経営・運営する企業である。JR東日本の完全子会社（連結子会社）。

## 概要
- 現在の法人格は旧国鉄主体の池袋西口地区再開発による池袋ターミナルホテル（株）に端を発するが、その後旧国鉄の後身の一つであるJR東日本によるホテル事業子会社に対する資本政策の紆余曲折により、東京ステーションホテルの運営法人であった日本ホテル株式会社の名を称することとなった。
- 首都圏におけるJR東日本ホテルズ各ホテルの一貫経営を目指し、ホテルメトロポリタン・ホテルエドモント・（旧）日本ホテル・メッツホテルアンドレストランを統合した企業である。
- また、他地域にある一部のJR東日本ホテル運営地域子会社の株式を一部所有している。
- JR東日本ホテルズ 本部及びJRホテルグループの事務局も担っている。

## 運営ホテル一覧

### 直営ホテル

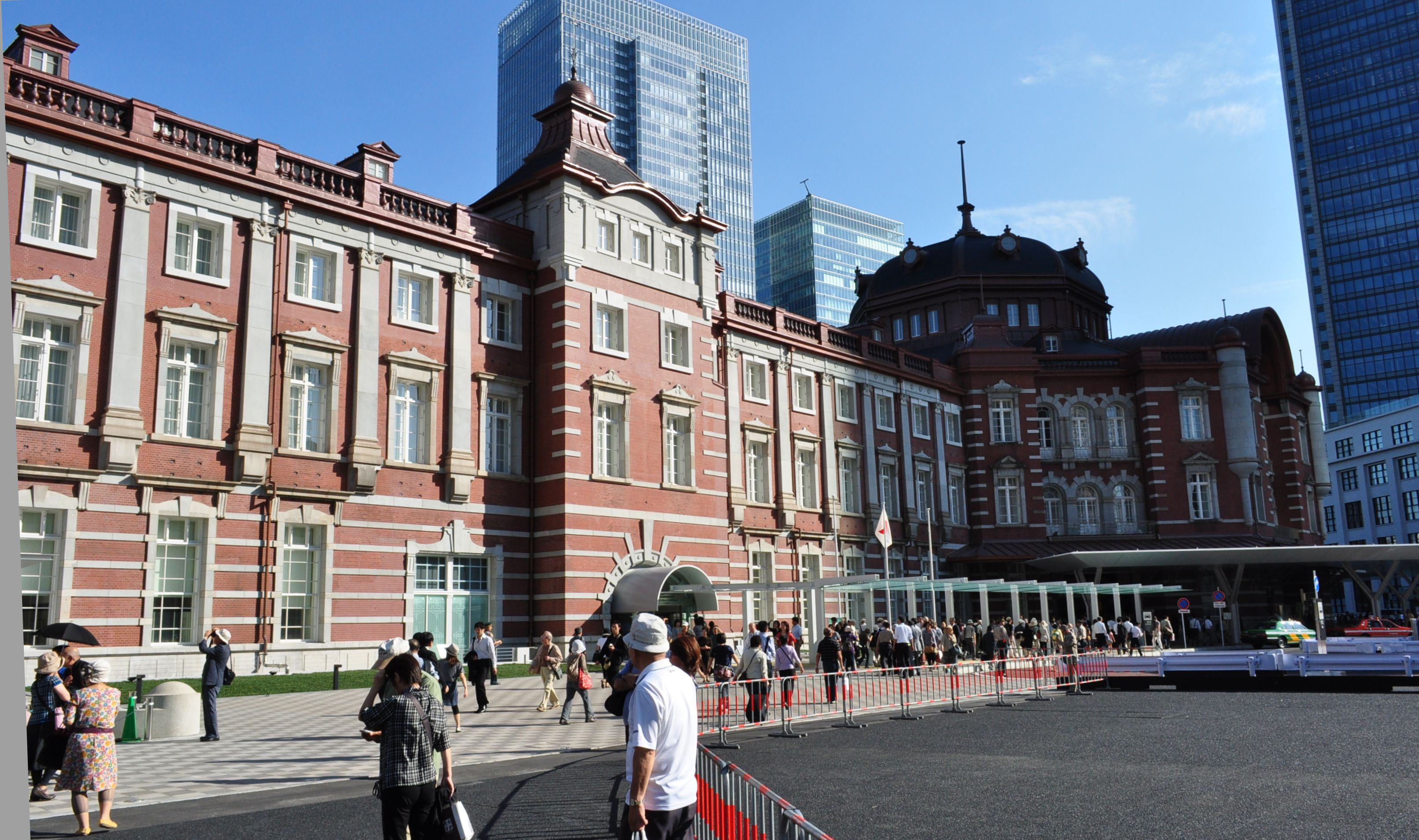
東京ステーションホテル（東京都千代田区丸の内）

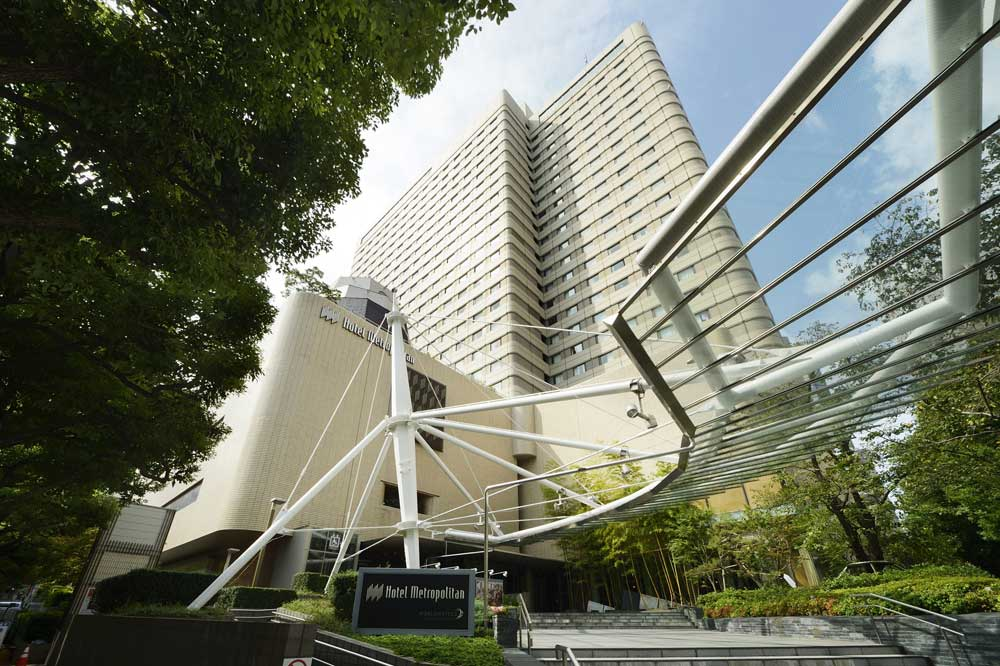
ホテルメトロポリタン(豊島区西池袋)

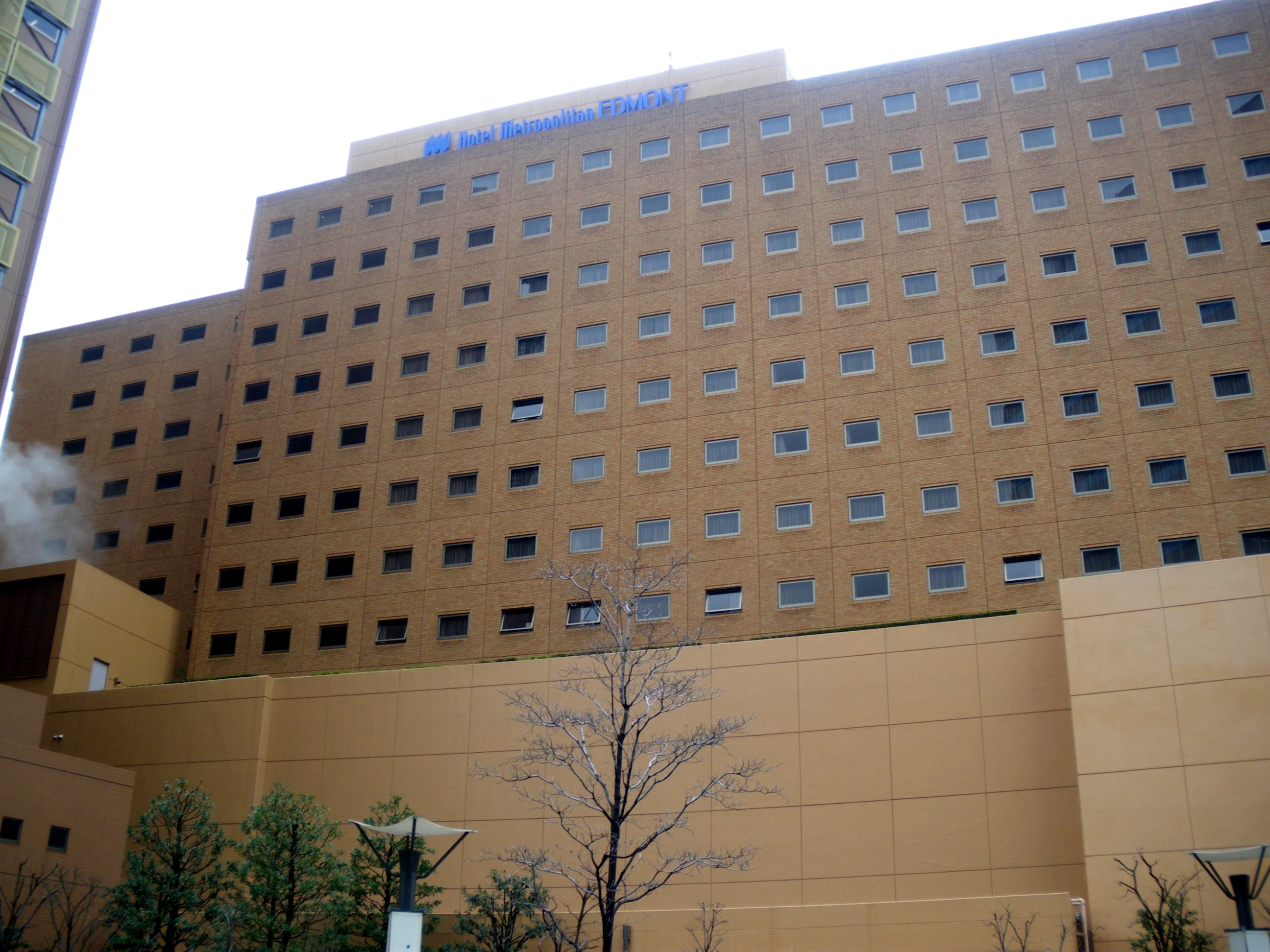
ホテルメトロポリタンエドモント(千代田区飯田橋)

現・日本ホテル直営になるまでの運営会社の遍歴も記載する
- 東京ステーションホテル
（旧）日本ホテル→東京ステーションホテル

- メトロポリタンホテルズ
  - ホテルメトロポリタン（池袋）
池袋ターミナルホテル→（旧）池袋ターミナルビル→（旧）ホテルメトロポリタン→（新）ホテルメトロポリタン
  - ホテルメトロポリタンエドモント（本館・イーストウィング）
（旧）ホテルエドモント→（新）ホテルエドモント
  - ホテルメトロポリタン丸の内
現・日本ホテル成立後に営業開始
  - ホテルメトロポリタンさいたま新都心
現・日本ホテル成立後に営業開始

- JR東日本ホテルメッツ
2018年10月に「ホテルメッツ」より改称[2]
  - JR東日本ホテルメッツ渋谷
メッツホテルアンドレストラン
  - JR東日本ホテルメッツ目白
メッツホテルアンドレストラン
  - JR東日本ホテルメッツ駒込
現・日本ホテル成立後に営業開始
  - JR東日本ホテルメッツ高円寺
メッツホテルアンドレストラン
  - JR東日本ホテルメッツ武蔵境
国分寺ターミナルビル→メッツホテルアンドレストラン
  - JR東日本ホテルメッツ国分寺
国分寺ターミナルビル→メッツホテルアンドレストラン
  - JR東日本ホテルメッツ久米川
国分寺ターミナルビル→メッツホテルアンドレストラン
  - JR東日本ホテルメッツ立川
現・日本ホテル成立後に営業開始
  - JR東日本ホテルメッツ赤羽
メッツホテルアンドレストラン
  - JR東日本ホテルメッツ浦和
（旧）池袋ターミナルビル→メッツホテルアンドレストラン
  - JR東日本ホテルメッツ川崎
ジェイアール東日本都市開発→メッツホテルアンドレストラン
  - JR東日本ホテルメッツ溝ノ口
メッツホテルアンドレストラン
  - JR東日本ホテルメッツかまくら大船
（旧）日本ホテル→東京ステーションホテル
  - JR東日本ホテルメッツ津田沼
（旧）日本ホテル→東京ステーションホテル
  - JR東日本ホテルメッツ水戸
水戸サービス開発
  - JR東日本ホテルメッツ横浜鶴見
現・日本ホテル成立後に営業開始
  - JR東日本ホテルメッツ宇都宮（旧「アール・メッツ」ブランドの店舗）
現・日本ホテル成立後に営業開始
  - JR東日本ホテルメッツ田端
（旧）ジェイアールエフ・ホテル（JR貨物グループ）
  - JR東日本ホテルメッツ船橋
現・日本ホテル成立後に営業開始
  - JR東日本ホテルメッツ秋葉原[3]
現・日本ホテル成立後に営業開始
  - JR東日本ホテルメッツ幕張豊砂

- HOTEL B4T
  - HOTEL B4T赤羽（JR東日本ホテルメッツ赤羽とは別施設）
  - HOTEL B4T田端（旧JR東日本ホテルメッツ田端）

- ホテルドリームゲート舞浜（ホテルメトロポリタンエドモントの管轄下）
京葉企画開発
- ホテルファミリーオ館山
京葉企画開発

- メズム東京、オートグラフコレクション
2020年4月27日に「WATERS takeshiba」に開業したホテル[4]。日本ホテルでは初のマリオット・インターナショナル提携ホテルで、オートグラフコレクションに加盟する。

### 子会社運営ホテル
株式会社ホテルメトロポリタン高崎
- ホテルメトロポリタン高崎
高崎ターミナルホテル→高崎ターミナルビル
- ホテルファミリーオみなかみ（旧ファミリーオ新治）
ジェイアール高崎商事→高崎ターミナルビル

株式会社ホテルメトロポリタン長野
- ホテルメトロポリタン長野

## デリカ&ベーカリー事業店舗一覧

### 現在展開している外販店
- 旧ホテルエドモント運営
  - エディーズ・ブレッド（ベーカリー）
    - 西船橋店
    - 赤羽店
    - エディーズ・ブレッドカフェ池袋店

  - ベーカリー新業態
    - ブランジェリー レ・トロワ・ロトンド（nonowa国立内）

### 過去に展開していた外販店
- 旧ホテルエドモント運営
  - プチポワル（デリカ）
    - 吉祥寺店
    - 三鷹店
    - 西荻窪店
    - 恵比寿店
    - 二子玉川店
    - 大宮店
    - 町田店

  - エディーズ・ブレッド
    - 大船店

  - エディーズカフェ飯田橋
  - エディーズ・ブレッドミニ
    - 荻窪店
    - 藤沢店
    - 飯田橋店
    - 恵比寿店
    - 池袋店
    - ミニ大船店

  - （カフェ・レストラン）
    - カフェ・ド・エドモント（エディーズ・ブレッドミニに業態変更）
    - 阿佐ヶ谷店

## 沿革
- 2005年4月 - 旧「株式会社ホテルメトロポリタン」を存続会社とし、旧「株式会社ホテルエドモント」・旧「日本ホテル株式会社」（東京ステーションホテル）を吸収合併の上、新「日本ホテル株式会社」に商号変更
  - 会社分割によりホテル運営子会社、新「株式会社ホテルメトロポリタン」・新「株式会社ホテルエドモント」・「株式会社東京ステーションホテル」を設立
- 2006年3月 - ホテルメッツ久米川・武蔵境・国分寺・川崎（国分寺ターミナルビル・ジェイアール東日本都市開発運営）の営業を継承する
- 2007年4月 - 新「株式会社ホテルメトロポリタン」・新「株式会社ホテルエドモント」・「株式会社東京ステーションホテル」・「メッツホテルアンドレストラン株式会社」を吸収合併
- 2007年10月 - 「メトロポリタンハートフルサービス株式会社」が「エムケイシー株式会社」を吸収合併
- 2009年4月 - JR東日本グループ再編により、ホテルメッツ水戸（水戸サービス開発運営）・ホテルドリームゲート舞浜（京葉企画開発）・ファミリーオ館山（京葉企画開発）の経営・営業を継承する
- 2009年8月 - 「株式会社ホテルメトロポリタン高崎」設立
- 2009年11月 - 「高崎ターミナルビル株式会社」より吸収分割でホテル事業を継承
ホテルメトロポリタン高崎・ファミリーオ新治の経営を継承、同時に「株式会社ホテルメトロポリタン高崎」を完全子会社化して運営を委託
- 2012年4月 - 子会社のメトロポリタンハートフルサービス株式会社にベーカリー事業本部を吸収分割で承継し、「メトロポリタンフーズ株式会社」を設立。
- 2012年7月 - 「ホテルメッツ田端」をジェイアールエフ・ホテルより事業譲受
- 2014年4月 - JR東日本より吸収分割及び株式の譲渡を受け、でホテルメトロポリタン長野の経営を継承すると共に運営会社「株式会社ホテルメトロポリタン長野」を完全子会社化。

## （新）日本ホテル株式会社成立まで

### 株式会社ホテルメトロポリタン
- 1981年11月 - 「池袋ターミナルホテル株式会社」を設立
- 1985年6月 - 「ホテルメトロポリタン」開業
- 1986年10月 - 旧「池袋ターミナルビル株式会社」に商号変更
- 1992年6月 - 「メトロポリタンプラザ」開業
- 1996年11月 - 「ホテルメッツ浦和」開業
- 1999年4月 - 子会社「メッツホテルアンドレストラン株式会社」を設立
- 2004年4月 - 旧「株式会社ホテルメトロポリタン」に商号変更
  - 会社分割により、プラザ事業本部（メトロポリタンプラザを運営）分離、新「池袋ターミナルビル株式会社」を設立
- 2005年4月 - 「株式会社ホテルエドモント」・旧「日本ホテル株式会社」を吸収合併し、新「日本ホテル株式会社」となる
  - 新「日本ホテル株式会社」から、ホテルメトロポリタン（池袋）運営事業を会社分割、子会社 新「株式会社ホテルメトロポリタン」設立
- 2007年4月 - 新「株式会社ホテルメトロポリタン」は、新「日本ホテル株式会社」に吸収合併される

### 株式会社ホテルエドモント
- 1980年8月 - 旧「株式会社ホテルエドモント」を設立
- 1985年6月 -「ホテルエドモント」開業
- 2003年3月 - 「イーストウィング」開業に伴い、「ホテルエドモント」は、「ホテルメトロポリタンエドモント」へ改称
- 2005年4月 - 「株式会社ホテルメトロポリタン」に吸収合併され、新「日本ホテル株式会社」となる
  - 新「日本ホテル株式会社」から、ホテルエドモント運営事業を会社分割、子会社 新「株式会社ホテルエドモント」設立
- 2007年4月 - 新「株式会社ホテルエドモント」は、新「日本ホテル株式会社」に吸収合併される

### メッツホテルアンドレストラン株式会社
- 1996年11月 - 「ホテルメッツ浦和」開業（旧・池袋ターミナルビル株式会社）
- 1999年4月 - 「メッツホテルアンドレストラン株式会社」を設立
- 2007年4月 - 「メッツホテルアンドレストラン株式会社」は、新「日本ホテル株式会社」に吸収合併される

### 日本ホテル株式会社・東京ステーションホテル株式会社
- 1915年 - 旧「東京ステーションホテル」開業（鉄道院が精養軒に運営委託）
- 1933年 - 旧「東京ステーションホテル」が、鉄道省直営化となり、「東京鉄道ホテル」へ改称
- 1945年 - 空襲により東京駅の3階以上が焼失し、「東京鉄道ホテル」営業中断
- 1950年 - 旧「日本ホテル株式会社」を設立
- 1951年 - 新「東京ステーションホテル」開業
- 1998年 - 「ホテルメッツ津田沼」開業
- 2002年 - 「ホテルメッツかまくら大船」開業
- 2005年4月 - 「株式会社ホテルメトロポリタン」に吸収合併され、新「日本ホテル株式会社」となる
  - 新「日本ホテル株式会社」から、東京ステーションホテル運営事業を会社分割、子会社 新「東京ステーションホテル株式会社」設立
- 2006年 - 「東京ステーションホテル」営業休止
- 2007年4月 -「東京ステーションホテル株式会社」は、新「日本ホテル株式会社」に吸収合併される